# Anthony Roczen
Anthony Roczen (* 16. August 1999 in Berlin) ist ein deutscher Fußballspieler.

## Karriere
Anthony Roczen begann seine Karriere in der Jugend von Hertha BSC.
In seiner ersten Saison im Herrenbereich, welche er bei Hertha BSC II absolvierte, erzielte er elf Tore in 19 Spielen in der Regionalliga Nordost. Zur Saison 2019/20 wechselte er zum Drittligisten 1. FC Magdeburg, wo er einen Dreijahresvertrag abschloss. Anfang Oktober 2020 wurde sein Vertrag bei Magdeburg wieder aufgelöst, nachdem er mehrfach seine Wechselabsichten bekundet hatte. Am 5. Oktober 2020 unterschrieb Roczen einen neuen Vertrag beim Drittligisten SV Waldhof Mannheim. Aufgrund mehrerer Verletzungen bestritt Roczen nur wenige Partien für den Waldhof und wechselte zur Saison 2022/2023 in die Oberliga Nordost zum RSV Eintracht Stahnsdorf.
Nach einem Jahr bei der VSG Altglienicke wechselt Roczen im Sommer 2024 zum Halleschen FC.